# Altagracia de La Montaña (paroisse civile)
Pour les articles homonymes, voir Altagracia de La Montana et Altagracia.
Altagracia de La Montaña est l'une des sept paroisses civiles de la municipalité de Guaicaipuro dans l'État de Miranda au Venezuela. Sa capitale est Altagracia de La Montaña. En 2011, sa population s'élève à 3 874 habitants.

## Géographie

### Démographie
Hormis sa capitale Altagracia de La Montaña, la paroisse civile possède plusieurs localités :
- Altagracia de La Montaña
- Bucarito
- El Amparo
- El Bagre
- El Guásimo
- El Pegón
- Guare
- Las Dolores
- Los Amarillos
- San Andrés
- San Daniel